# Scaphocalanus similis
Scaphocalanus similis är en kräftdjursart som först beskrevs av Scott 1893.  Scaphocalanus similis ingår i släktet Scaphocalanus och familjen Scolecitrichidae. Inga underarter finns listade i Catalogue of Life.